# バイオプレパラト
バイオプレパラト（ロシア語: Биопрепарат）は、ソビエト連邦にあった生物兵器の開発・製造組織。表向きは複数の民間研究所であった。1973年に設立され、ソ連の生物兵器開発の主要機関となった。バイオプレパラト設立以前は国防省が生物兵器の開発を主導していた。
ソ連は1972年に生物兵器禁止条約に署名していたが、秘密裏にバイオプレパラトが主導して生物兵器開発を本格化させた。
バイオプレパラトが開発していた生物兵器には、炭疽菌、ペスト菌、野兎病菌（ツラレミア）、鼻疽菌、ブルセラ菌、ベネズエラ馬脳炎ウイルス、天然痘ウイルス、マールブルグウイルス、エボラウイルスなどがある。
1992年にバイオプレパラト第一副局長のカナジャン・アリベコフはアメリカに亡命した。アリベコフは1999年に著書「バイオハザード」でソ連の生物兵器開発の詳細を公にした。

## 主要組織
名目上は複数の民間組織だった。主な組織に以下のものがある。
- 生物学的反応性物質技術研究所、ベルズク
- 科学製造基地、ベルズク
- 製造工場、ベルズク
- 精密機械組立用特殊設計局、レニングラード
- 高純度生物剤研究所、レニングラード
- 分子生物学研究所「ベクター」、コルツォヴォ - ウイルス兵器の研究開発
- 複合「シンテズ」、クルガン
- 免疫学研究所、リュビカニー
- 生物学器械設計研究所、モスクワ
- 設計研究所「ジプロバイオプロム」、モスクワ
- 応用分子生物学研究所、モスクワ地区オボレンスク
- 科学製造基地、オムトニンスク
- 複合「バイオシンテズ」、ペンザ
- プログレス科学製造基地、ステフノゴルスク
- 免疫学研究所、ヴィリニュス
- 器械管理自動化特別設計局、ヨシカルオラ

バイオプレパラトの管轄ではないが国防省管轄の主要組織には以下のものがある。
- 微生物研究所、キーロフ
- 軍技術問題研究所、スヴェルドロフスク - 1979年に炭疽菌漏出事故を起こし、66人以上が死亡した。
- 生物兵器実験場、リバース島
- ウイルス研究所、ザゴルスク